# Shozin Fukui
Shozin Fukui (福居ショウジン?, Fukui Shōjin; Tokyo, 1961) è un regista e sceneggiatore giapponese.

## Biografia
I suoi primi due corti sperimentali (Gerorisuto e Caterpillar) e film (964 Pinocchio e Rubber's Lover) ebbero un certo successo, tanto da essere stati pubblicati su DVD da Unearthed Films. Tuttavia, andarono presto fuori stampa, senza più venire ristampati. Da allora realizzò altri quattro film
(Onne, Den-Sen, The Hiding e 『S-94』), completamente sconosciuti però fuori dal Giappone.
964 Pinocchio e Rubber's Lover sono considerate opere importanti per il genere del cyberpunk giapponese.
Il primo in particolare è considerato un "cult" del cinema underground ed è stato spesso comparato all'opera di Shinya Tsukamoto Tetsuo: The Iron Man; Fukui infatti lavorò nella crew di quest'ultimo sebbene molti fan e critici considerino i loro stili molto diversi.

## Filmografia

### Cortometraggi
- Metal Days (1986)
- Gerorisuto (1986)
- Caterpillar (1988)
- S-94 (2009)

### Lungometraggi
- 964 Pinocchio (1991)
- Rubber's Lover (1996)
- Onne (2006)
- Derenai (2007) Director's Cut di Onne
- The Hiding (2008)